# Karagana syberyjska
Karagana syberyjska, zwana też akacją syberyjską, akacją żółtą lub grochodrzewem syberyjskim (Caragana arborescens Lam.) – gatunek rośliny z rodziny bobowatych. Pochodzi ze wschodniej Azji: Syberii i Mandżurii. W Europie, w tym także Polsce uprawiany i dziczejący.

## Morfologia

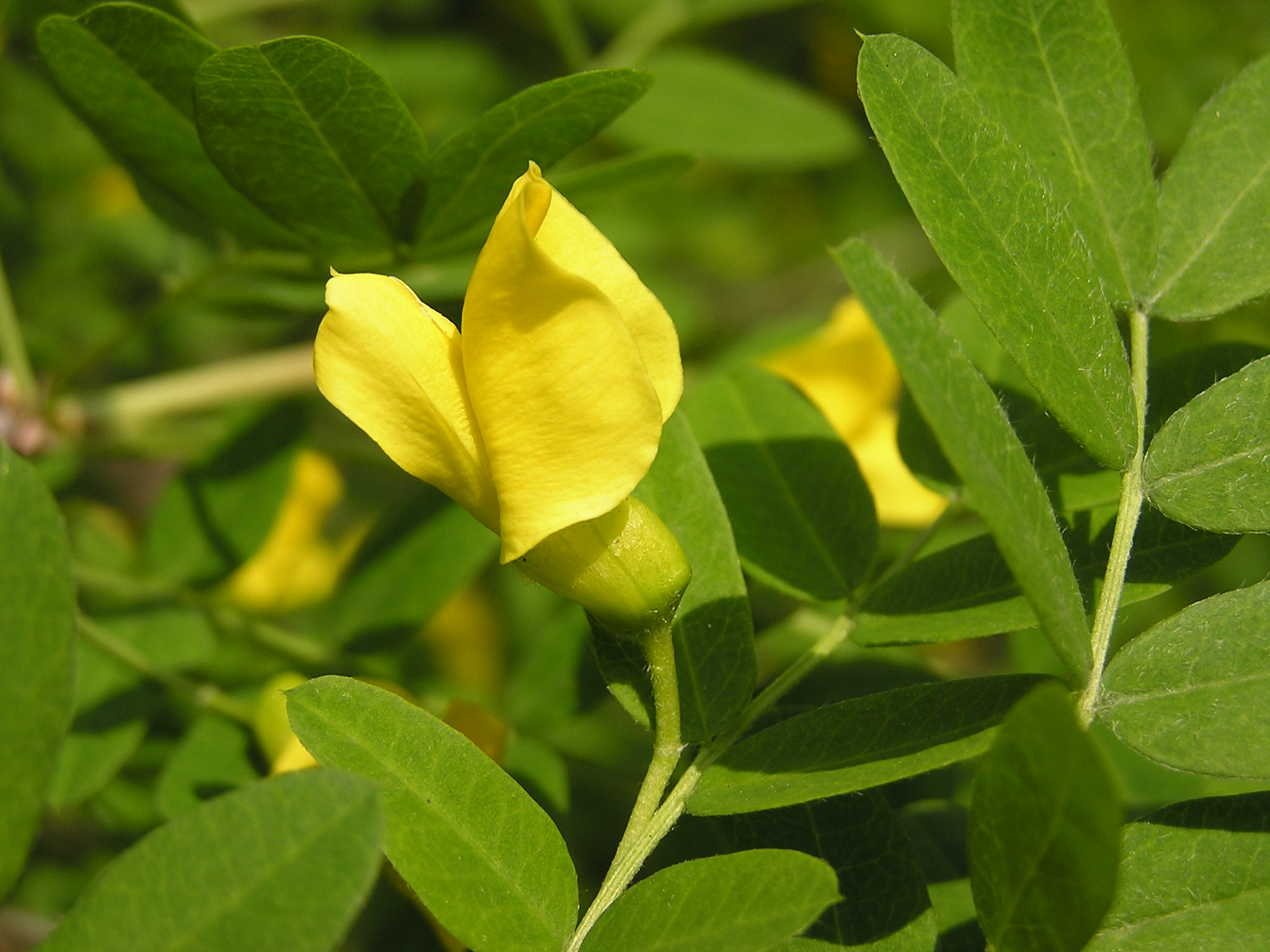
Kwiat

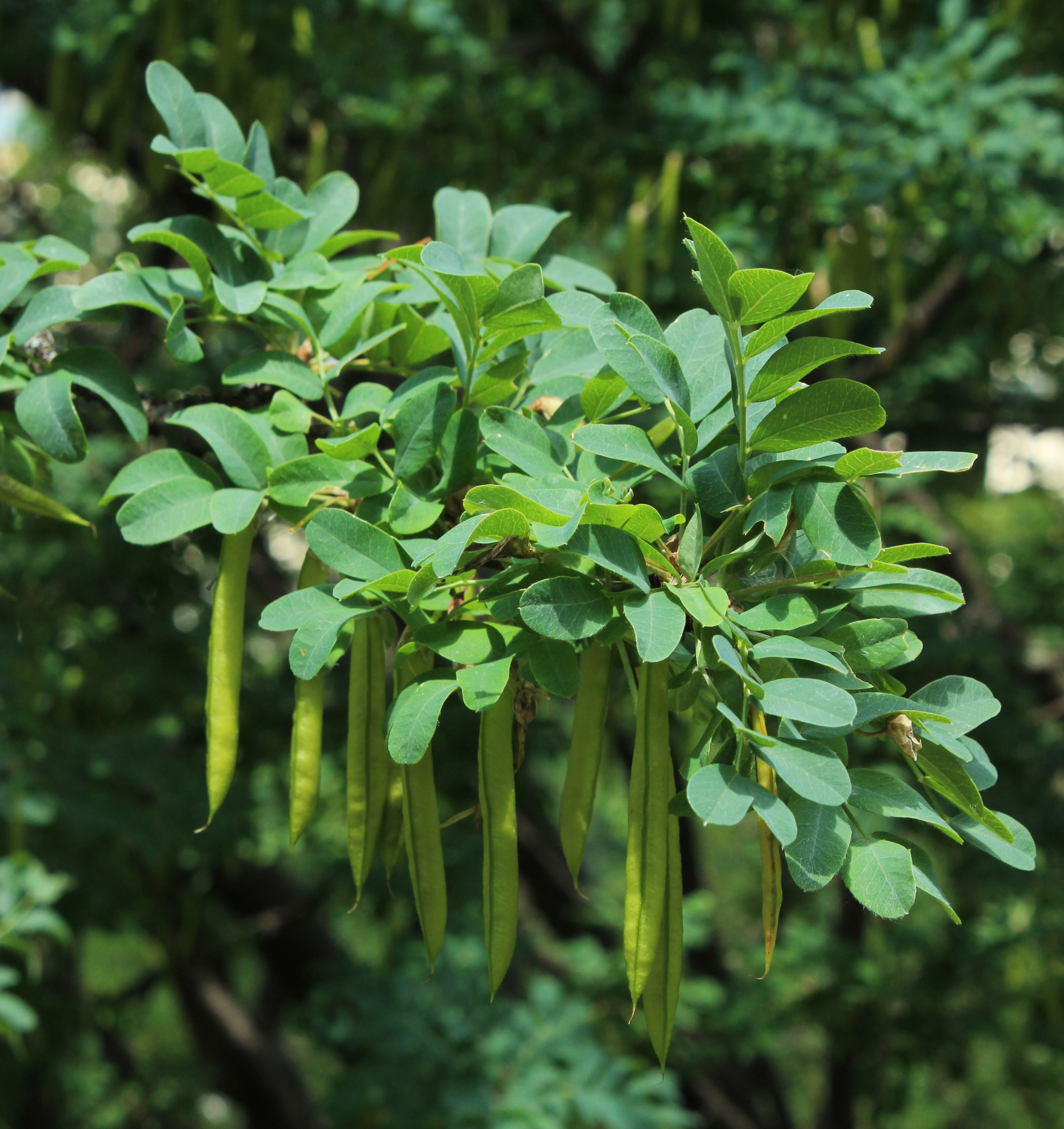
Owoce

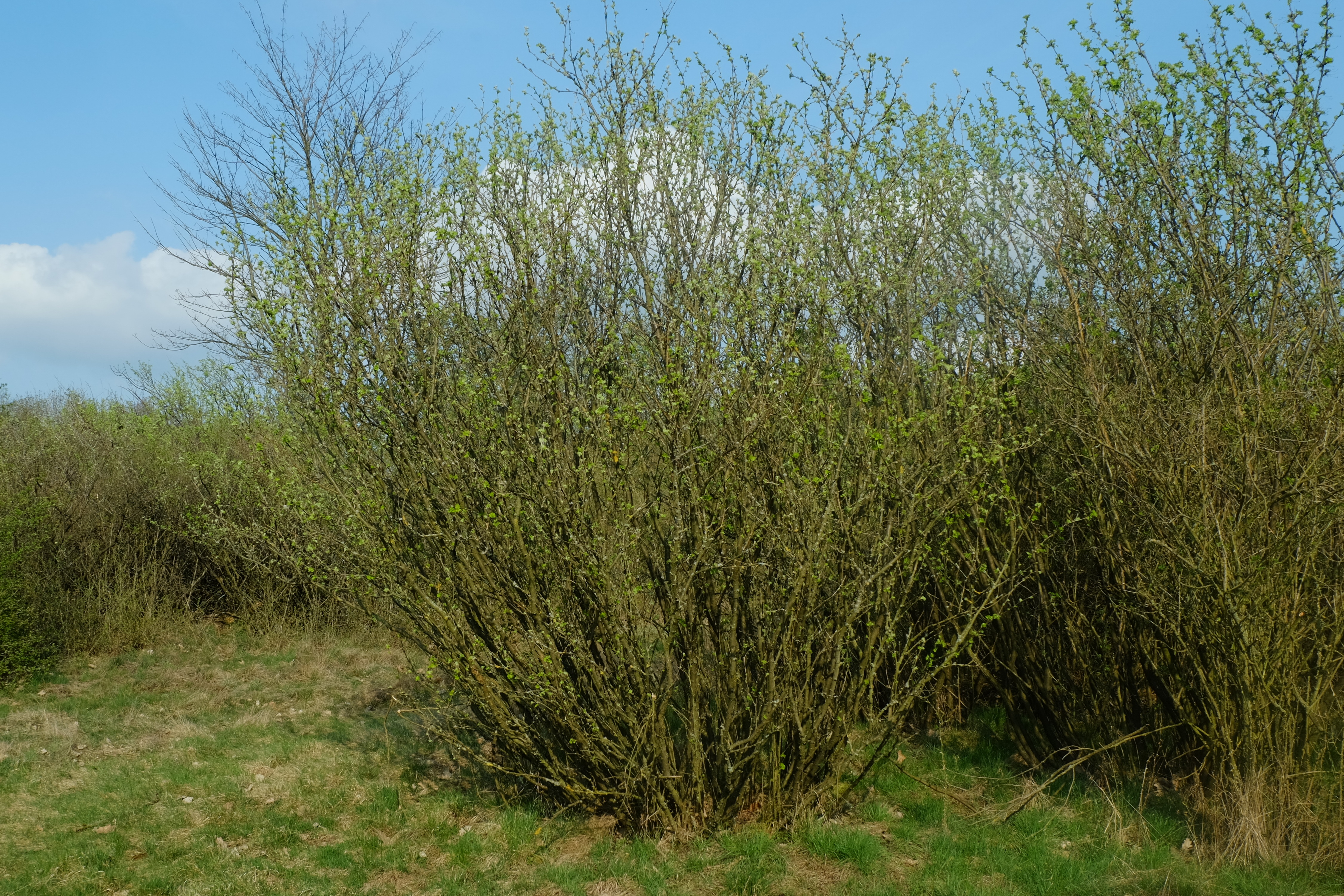
Pokrój wiosną

PokrójKrzew lub małe drzewo wysokości do 6 m. Ma sztywne i wyprostowane gałęzie i szarozielonkawą korę.
LiścieParzysto-pierzaście złożone, 8-12-listkowe, jasnozielone. Poszczególne listki są eliptycznie wydłużone lub odwrotnie jajowate, szczyty mają zaokrąglone i zakończone wyrostkiem. Młode liście są jedwabiście owłosione.
KwiatyMotylkowe, żółte, długości około 2 cm, stojące pojedynczo lub zebrane w pęczki po 2-4. Kwitnie w połowie maja.
OwocStrąk długości do 5 cm, pękając gwałtownie się skręca i rozrzuca nasiona. Dojrzewają one w sierpniu, mają szary lub ciemnobrązowy kolor. Zachowują zdolność kiełkowania do 3 lat.

## Występowanie
Karagana naturalnie występuje w północno-wschodnich Chinach (prowincja Heilongjiang), w pasie ciągnącym się na pograniczu leśnej i stepowej strefy Syberii (Ałtaj, Sajany), w Chinach północno-zachodnich (region autonomiczny Sinciang), we wschodnim i centralnym Kazachstanie, na południowym Uralu,  na Kaukazie (w Gruzji) i in. W Ałtaju, na stepach przedgórzy rozciągających się na wysokościach 350–600 m n.p.m., stanowi ważny składnik roślinności krzewiastej. Występuje w tych górach także jako element podszycia górskich lasów modrzewiowych. W Sajanach, w dolinie Irkutu, rośnie w laskach wierzbowo-topolowych. Spotkamy ją tam i znacznie wyżej, w piętrze subalpejskim (2000–2400 m n.p.m.), w zaroślach tworzonych z różanecznikami, brzozą okrągłolistną, olszą (Alnus fruticosa), płożącą się wierzbą (Salix vestita) i in. W parkowych lasach modrzewiowych w pd.-wsch. części Kotliny Tuwińskiej wysokie krzewy karagany tworzą wraz z różanecznikami piętro podszycia. W Mugodżarach, stanowiących południowe przedłużenie Uralu, tworzy suche zarośla wraz z tawułami, dziką wiśnią i migdałowcem karłowatym.
W Polsce w stanie dzikim występuje w skupiskach zaroślowych wraz z głogiem, robinią i nawłocią jako roślina zajmująca dawne murawy i pastwiska, np. w Dębnicko-Tynieckim obszarze łąkowym.
Ze względu na inwazyjne rozrastanie podlega w Parkach Narodowych programom obserwacji oraz ograniczania występowania, m.in. Kampinoskim Parku Narodowym, Biebrzańskim Parku Narodowym oraz Parku Narodowym Bory Tucholskie.

## Zastosowanie

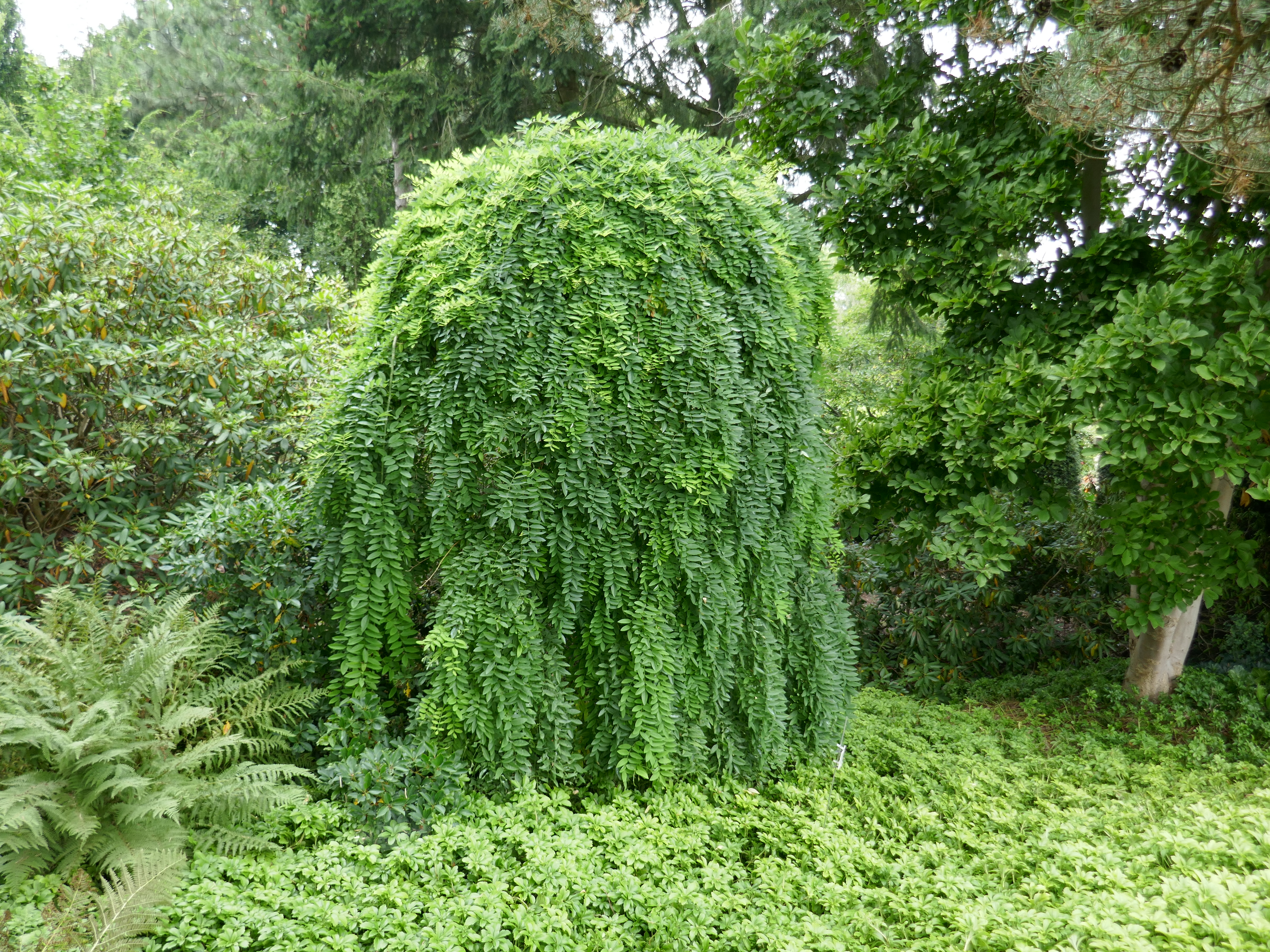
Odmiana 'Pendula'

- Roślina ozdobna, stosowana jest głównie na żywopłoty. W systemach żywopłotowych wielorzędowych sadzona bywa w rzędach zewnętrznych. Jeżeli używana jest do tworzenia samodzielnego żywopłotu sadzi się ją zwykle dwurzędowo w odstępach 30–35 cm. Rośnie nawet na najbardziej jałowych gruntach. Uprawiana jest z nasion, które kiełkują w 2-3 tygodnie po wysianiu, lub z sadzonek zielnych zbieranych latem. Zebrane dojrzałe nasiona można wysiewać od razu, lub na sucho przetrzymywać w chłodnym pomieszczeniu do wiosny. Bardzo dobrze znosi przycinanie, nawet bardzo drastyczne – intensywnie się wtedy rozkrzewia.
- Zapewnia schronienie dla ptaków, które lubią budować gniazda w jej gęstych zaroślach.
- Roślina miododajna. Wydajność miodowa sięga do 300-350 kg miodu z hektara.
- Roślina jadalna. Świeże strąki gotuje się i przyrządza podobnie jak fasolkę szparagową. Kwiaty można dodawać do sałatek.
- Jako drzewko bonsai, które jako jedno z nielicznych może być hodowane zarówno na zewnątrz jak i wewnątrz.